# Sieglinde Cadusch
Sieglinde Cadusch (* 28. August 1967) ist eine ehemalige Schweizer Leichtathletin, spezialisiert auf den Hochsprung.
Die Bündnerin war siebenmal Schweizer Meisterin (1990, 1992 sowie 1994–1998) und hielt von 1995 bis 2021 den Schweizer Rekord im Hochsprung. 1992 und 1996 nahm sie an den Olympischen Spielen teil, scheiterte aber jeweils in der Qualifikation. Auch bei den Leichtathletik-Weltmeisterschaften 1995 kam sie nicht über die Qualifikation hinaus. 1998 trat sie zurück. Bei einer Körpergröße von 1,78 m betrug ihr Wettkampfgewicht 58 kg. 

## Persönliche Bestleistung
- Hochsprung: 1,95 m, 1. September 1995 in Marietta, bis 20. Juni 2021 Schweizer Rekord (zuvor Gaby Meier 1,94 m im Jahr 1982; Nachfolge: Salome Lang).